# 前田幸作
前田 幸作（まえだ こうさく、1895年（明治28年）4月28日 - 1987年（昭和62年）9月19日）は、昭和期の実業家、映画興行主、政治家。衆議院議員。旧名・幸三郎。

## 経歴
京都府紀伊郡深草村（深草町を経て現京都市伏見区深草）出身。神戸高等商業学校（のち神戸商業大学）で学んだ。
京都市寺田キネマ (株)に入社し、第二京極支配人を務めた。その後、東亜キネマに移り、その経営となった福岡市の映画館東亜倶楽部（前名・抜天〔バッテン〕館）支配人として1927年（昭和2年）3月に赴任した。昼・夜入替制を連続興行に変更し、低料金制の導入、ポスターの全廃、無料入場券の配布、割引券の飛行機による散布などの奇抜な宣伝を行い話題となった。1928年（昭和3年）8月、経営不振のハカタ館（前名・喜楽館）を東亜倶楽部の姉妹館として経営に乗り出し、館名を新聞広告で募集して「民衆倶楽部」に改名した。しかしこの経営で東亜キネマとの係争が起こり、1930年（昭和5年）12月、休館していた本興座を元の世界館に改称して経営に当たった。
政界にも関心を持ち、1930年（昭和5年）2月の第17回衆議院議員総選挙で福岡県第1区から出馬（幸三郎名義）したが落選。1931年（昭和6年）福岡県会議員に選出。1933年（昭和8年）4月、福岡市会議員に当選。東邦電力への電灯料金値下げ運動、小売業者保護のための百貨店規制強化の主張を行った。1936年（昭和11年）2月の第19回総選挙に出馬（幸作名義）して当選し、衆議院議員に1期在任した。1937年（昭和12年）4月の第20回総選挙に立候補したが次点で落選した。
戦後も福岡市議会議員に4期在任し、爆弾質問男と称された。1952年（昭和27年）10月の第25回総選挙で福岡県第1区から無所属で立候補したが落選した。
晩年は公衆浴場を経営し、全国公衆浴場環境衛生同業組合連合会副理事長などを務めた。